# Kridthat
Kridthat (Pleurocybella porrigens) er en art af svampe familien Fjerkøllefamilien (Pterulaceae).

## Forekomst
Svampen er sjælden at finde i Danmark og findes primært i Nordjylland og Vestjylland fra august til november. Den vokser udelukkende i nåleskov, hvor den gror i grupper på nedbrudte nåletræer.

## Spiselighed
Der er forskellige meninger om, hvorvidt kridthat er spiselig. Mange kategorisere den som giftig, mens nogle kategorisere den for spiselig for personer uden pre-eksisterende nyresygdomme..
Baggrunden for dette er nogle dødsfald i Japan, hvor alle ofrene havde fået diagnosticeret nyresygdomme, før de spiste kridthat.

## Referanser
1. ↑  AU Ecoscience - Den danske Rødliste - Søg en art
2. ↑  Kridthat (Pleurocybella porrigens) - Naturbasen
3. 1 2 3  https://svampe.databasen.org/taxon/18858
4. 1 2 3  Kridthat - Shroomi
5. ↑  Svampe - du kan spise af Jens H. Petersen, 9788702160574, side 119
6. ↑  Krittøsterssopp | Norges sopp- og nyttevekstforbund
7. ↑  «Pleurocybella Toxin - North American Mycological Association». namyco.org. Besøkt 3. oktober 2023.
8. ↑  ^ Saviuc, Philippe; Danel, Vincent (1. september 2006). «New Syndromes in Mushroom Poisoning». Toxicological Reviews. 3 (engelsk). 25: 199–209. ISSN 1176-2551. doi:10.2165/00139709-200625030-00004. Besøkt 3. oktober 2023.

| Svampe | Spire Denne artikel om svampe er en spire som bør udbygges. Du er velkommen til at hjælpe Wikipedia ved at udvide den. |